# Realschule Misburg
Die Realschule Misburg ist eine allgemeinbildende Realschule im Stadtteil Misburg in Hannover. Der aktuelle Schulleiter ist Jens Bormann.

## Lage und Gebäude
Die Schule liegt zusammen mit dem Kurt-Schwitters-Gymnasium Misburg sowie zwei Grundschulen im Schulzentrum Misburg. Die 1958 für die damalige Sonderschule erbaute Aula wurde 2009 grundlegend saniert. 2018 wurde für dieses eine neue Mensa errichtet.

## Inklusion und sonderpädagogische Förderung
Die Realschule Misburg legt großen Wert auf Inklusion und bietet sonderpädagogische Unterstützung für Schüler mit unterschiedlichem Förderbedarf. In vielen Klassen lernen Regelschüler und Schüler mit sonderpädagogischem Unterstützungsbedarf gemeinsam. Individuelle Fördermaßnahmen werden in enger Zusammenarbeit zwischen Förderschullehrkräften, Klassenlehrkräften und Fachlehrkräften entwickelt und dokumentiert.

## Förderverein
Die Realschule Misburg verfügt über einen Förderverein, der dazu dient, zusätzliche finanzielle Mittel für die Schule zu generieren. Der Verein wurde im November 2003 von Eltern- und Lehrerschaft gegründet und ist als gemeinnützig anerkannt.

## Trivia
Die Realschule Misburg ist seit Januar 2024 offizielle Partnerschule des deutschen Fußballvereins Hannover 96.

## Persönlichkeiten
- Wolfgang Illmer (* 1942), Heimat-Chronist, Sachbuchautor, Herausgeber und Verleger
- Axel Plaue (* 1950), Politiker (SPD)